# 轮椅竞速

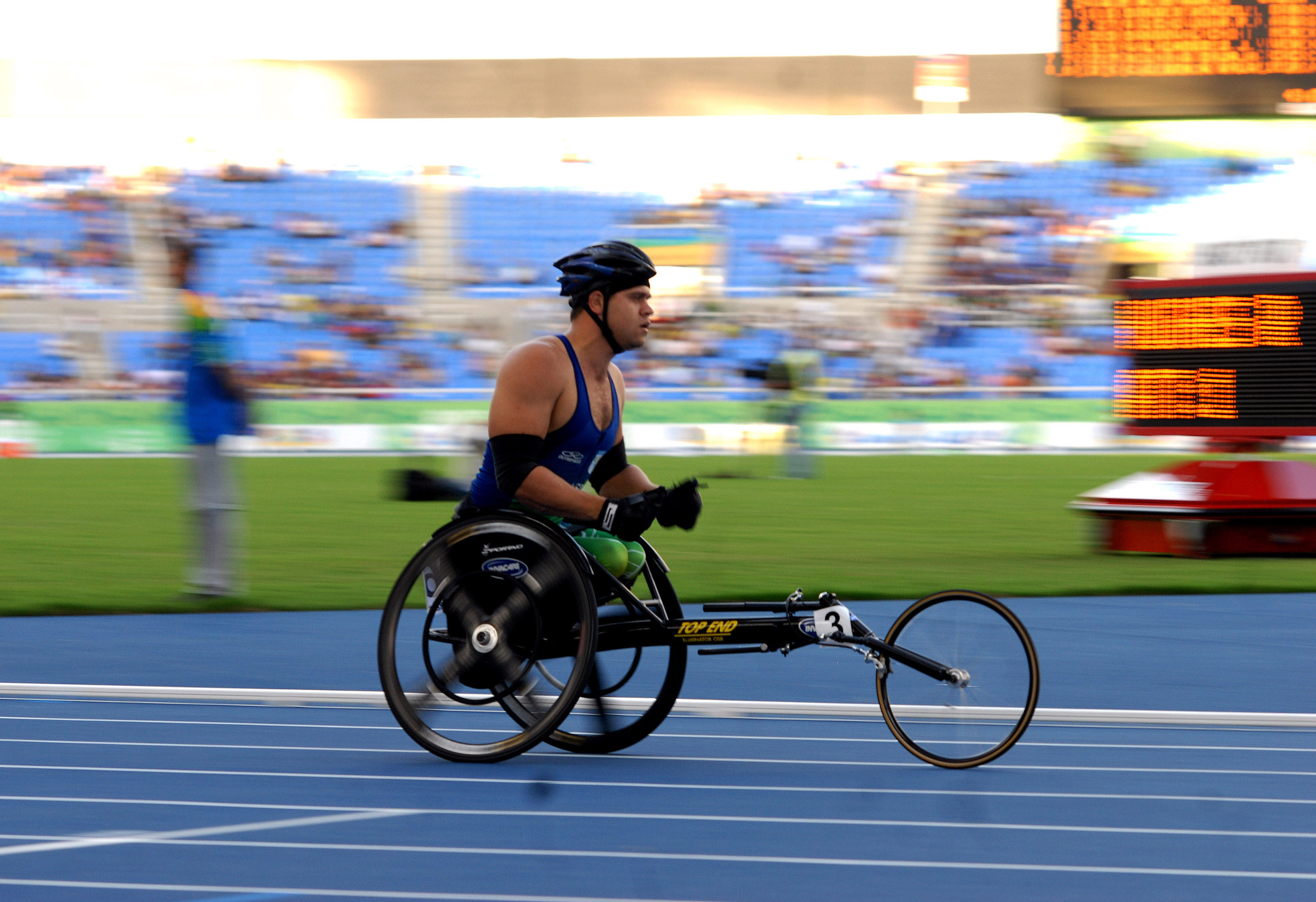
参加轮椅竞赛的运动员

轮椅竞速或稱賽轮椅，是使用轮椅在跑道或公路上进行的比赛。参与比赛的运动员为截肢、脊髓损伤、脑性麻痹和部分失明的残疾人。轮椅赛可以在任何跑步比赛的赛道中进行，比赛时要求运动员驱动轮子或转动摇把前进，且不可以使用任何可以驱动轮椅的机械装置或杠杆。自1960年以来一直是田径比赛的一部分。参赛者比赛中使用的是专门的轮椅，可使运动员的速度达到30千米/小时或更快。
残奥会的轮椅竞速项目按照运动员的运动能力和伤残等级可分为T51、T52、T53、T54四级，其中T54级是伤残程度最轻的运动员。